# (36112) 1999 RB129
1999 RB129 (asteroide 36112) é um asteroide da cintura principal. Possui uma excentricidade de 0.08814770 e uma inclinação de 23.24822º.
Este asteroide foi descoberto no dia 9 de setembro de 1999 por LINEAR em Socorro.